# ディートリヒ・ブクステフーデ

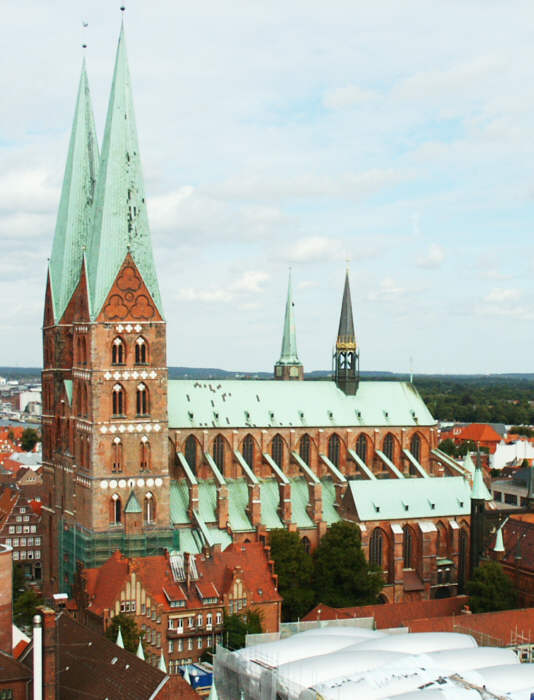
リューベック・聖母マリア教会

ディートリヒ・ブクステフーデ（ディーテリヒ・ブクステフーデ、ドイツ語: Dieterich (Dietrich) Buxtehude [ˈdiːtəʁɪç bʊkstəˈhuːdə], デンマーク語: Diderik (Diderich) Buxtehude [ˈdiðəʁɪk buksdəˈhuːðə], 1637年頃 - 1707年5月9日）は、17世紀の北ドイツおよびバルト海沿岸地域、プロイセンを代表する作曲家・オルガニストである。声楽作品においては、バロック期ドイツの教会カンタータの形成に貢献する一方、オルガン音楽においては、ヤン・ピーテルスゾーン・スウェーリンクに端を発する北ドイツ・オルガン楽派の最大の巨匠であり、その即興的・主情的な作風はスティルス・ファンタスティクス（幻想様式）の典型とされている。

## 生涯

### 一族の系譜
ブクステフーデの家系は、北ドイツ・エルベ河畔の都市ブクステフーデに由来し、13世紀から14世紀には、ハンブルク、リューベック等のバルト海沿岸の諸都市に一族の名が現れるようになる。当時のバルト海沿岸地域は、ハンザ同盟によって経済的に密接な関係を有し、同一の文化圏を形成していた。人々の移動も活発で、ブクステフーデの祖先も16世紀初頭にはホルシュタイン公国のオルデスロー（現ドイツ、バート・オルデスロー）に移住している。
祖父ディートリヒ・ブクステフーデ（生年不詳 - 1624年頃）は、1565年から1590年までオルデスローの市長を務める。父ヨハネス・ブクステフーデ（1602年 - 1674年）はこの地でオルガニストとして活動した後、1632年から1633年頃にスコーネ地方のヘルシンボリ（当時はデンマーク領）に家族とともに移り、当地の聖マリア教会のオルガニストに就任する。さらに、1641年にはズント海峡を越えて、デンマーク・ヘルセンゲアの聖オーラウス教会のオルガニストとなっている。

### デンマーク時代（1637年 - 1668年）

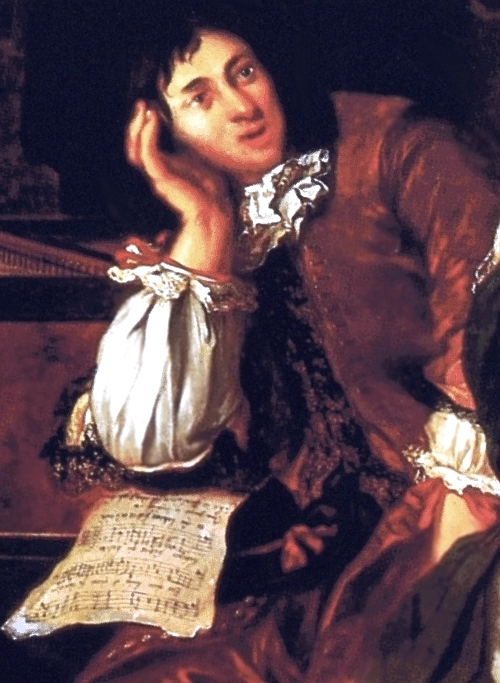
ヨハン・フィリップ・フェルチュ（1652-1732）の肖像画。長らくブクステフーデの肖像画とされてきた。

ブクステフーデの出生に関する記録はほとんど残されていない。1707年7月、『バルト海の新しい読み物（Nova literaria Maris Balthici）』誌に掲載されたブクステフーデの死亡記事は、「彼はデンマークを祖国とし、そこから当地にやってきて、およそ70年の生涯を終えた」と伝えるのみである。したがって、ブクステフーデは、1637年頃に父ヨハネスが活躍していたヘルシンボリで生まれたものと考えられている。ブクステフーデが幼年期に受けた教育についても推測の域を出ない。おそらく父からオルガン等の音楽の手解きを受け、ヘルセンゲアのラテン語学校に通ったと考えられる。ブクステフーデがドイツ語に加えて、デンマーク語も使用していたことは、ヘルセンゲア時代の日付の残る3通の手紙の存在から明らかである。
1658年、ブクステフーデはかつて父が在職したヘルシンボリの聖マリア教会のオルガニストに就任する。当時、デンマークとスウェーデンはバルト海の覇権をめぐって激しく争っており、1658年2月のロスキレ条約において、デンマークはヘルシンボリを含むスコーネ地方をスウェーデンに割譲する。ヘルシンボリは、この間、実際の戦闘に巻き込まれることはなかったが、両国への兵力の拠出と戦争に伴う経済の混乱によって大きく疲弊する。ブクステフーデの声楽作品には、三十年戦争の戦禍に苦しめられた17世紀ドイツの民衆に特有な心情が少なからず反映されているが、ブクステフーデ自身もまた青年期にこうした戦争体験を共有している。一方、1662年、聖マリア教会のオルガンの修理がなされた際に、すでにヘルシンボリを離れていたブクステフーデに鑑定が依頼されたことは、当時すでにブクステフーデがオルガンの専門家として認められていたことを示している。
1660年、ブクステフーデはクラウス・デンゲルの後任として、ヘルセンゲアの聖マリア教会のオルガニストに就任する。ヘルセンゲアは、ズント海峡という交通の要衝に位置し、古くから経済的にも文化的にも栄えた町である。コペンハーゲンはここから真南に約45キロメートルと近く、ブクステフーデも1666年2月12日にコペンハーゲンを訪問している。デンマーク王クリスチャン4世は宮廷音楽の発展に努め、続くフレデリク3世の時代には、イタリアやフランス音楽の新たな動向を吸収し、ヨーロッパでも有数の宮廷楽団が編成されていた。当時の宮廷楽長カスパル・フェルスターは、ローマでジャコモ・カリッシミに師事し、イタリアの音楽様式を北方に伝えた仲介者であり、ブクステフーデの声楽作品における直截的な感情表現には、フェルスターの影響が認められる。また、スウェーデンの宮廷音楽家であり、ブクステフーデの作品の収集家として重要なグスタフ・デューベンとの関係も、この時期に始まったとされている。

### リューベックのオルガニスト（1668年 - 1707年）
1667年11月5日、リューベックの聖母マリア教会のオルガニストであるフランツ・トゥンダーが死去し、1668年4月11日、ブクステフーデがその後任に選出される。3段鍵盤、54ストップを備える聖母マリア教会の大オルガンは銘器の誉れ高く、同教会のオルガニストは北ドイツの音楽家にとって最も重要な地位の1つとされていた。1668年7月23日にはリューベックの市民権を得て、同年8月3日、トゥンダーの娘アンナ・マルガレーテと結婚する。この婚姻が就職の条件であったかどうかは不明であるが、当時としては珍しいものではなかった。
リューベックは、ハンザ同盟の盟主として隆盛を極めた都市である。1226年に神聖ローマ帝国直属の自由都市となり、商人による自治が営まれていた。ブクステフーデが在職した聖母マリア教会は商人教会であり、商人にとって礼拝の場であるとともに、会議を開催したり、重要書類を作成・保管する機関としても重要な役割を担っていた。ブクステフーデは、オルガニストと同時に、教会の書記・財務管理を責務とするヴェルクマイスター（Werkmeister）に任命される。この職務には俸給が別途与えられ、一般にオルガニストが兼任するものとされていた。ブクステフーデは、教会における物資の調達、給与の支払、帳簿の作成等、ヴェルクマイスターの任務を忠実に果たす。その仕事は膨大な骨の折れるものであったが、ブクステフーデは、こうした仕事を通して市の有力者との関係を築くこととなる。
一方、17世紀後半は、衰退しつつあったハンザ同盟が終焉を迎えた時でもあった。1669年のハンザ会議には9都市のみが参加し、事実上、最後の総会となる。リューベックの経済的不振はブクステフーデの音楽活動にも影響を及ぼし、ブクステフーデの俸給は生涯を通じてトゥンダー時代のままに据え置かれた。また、聖母マリア教会のオルガンは故障が多く、ブクステフーデは繰り返し当局に修理を要求したにもかかわらず、十分な修理は行われなかった。
聖母マリア教会のオルガニストとしての職務は、毎朝の主要礼拝と日曜日など祝日の午後とその前日の夕方の礼拝時に、会衆によるコラールや聖歌隊の演奏を先導し、聖餐式の前後に音楽を演奏する程度であった。ブクステフーデが音楽家としての手腕を発揮したのは、むしろ前任のトゥンダー時代に始まったアーベントムジーク（夕べの音楽、Abendmusik）においてである。ブクステフーデはこの演奏会の規模を拡大し、合唱や管弦楽を含む大編成の作品を上演するとともに、開催日時も三位一体節の最後の2回の日曜日と待降節の第2-4日曜日の午後4時からに変更した。アーベントムジークは入場無料ということもあって高い人気を博し、ブクステフーデの名声はリューベックを超えて広まる。アーベントムジークの経済的負担は決して軽いものではなかったが、誠実なブクステフーデは市の有力者の理解と支援を得ることができた。市長ペーター・ハインリヒ・テスドルプフは、後年「亡きブクステフーデが私に天国のような憧れを予感させてくれた。彼は聖マリア教会におけるアーベントムジークに大いに力を尽くした」と語っている。
ブクステフーデは、大きな旅行をすることもなく、約40年にわたって聖母マリア教会の職務を全うした。旅行の確実な記録は、ハンブルクの聖ニコラウス教会に設置されたアルプ・シュニットガー作のオルガンを鑑定するために、1687年に当地を訪問したことのみである。しかしながら、ブクステフーデは、ヨハン・アダム・ラインケン、ヨハン・タイレ、クリストフ・ベルンハルト、マティアス・ヴェックマン、ヨハン・パッヘルベル等、当時のドイツの主要な音楽家と関係をもっていた。ヨハネス・フォールハウトの『家庭音楽のひとこま（Hausliche Musikszene）』（1674年）には、ブクステフーデ、ラインケン、タイレと思われる3人の音楽家の交流が描かれている。また、タイレが1673年に出版した『ミサ曲集第1巻』や、パッヘルベルが1699年に出版した『アポロンのヘクサコルド（Hexachordum Apollinis）』は、ブクステフーデに献呈されたものである。一方、ブクステフーデに師事した音楽家としては、後にフーズム市教会オルガニストとなるニコラウス・ブルーンスが有名である。
ブクステフーデが晩年に作曲した2曲のアーベントムジークは、その規模の大きさにおいて際立っている。1705年の神聖ローマ皇帝レオポルト1世の死を悼み、新皇帝ヨーゼフ1世の即位を祝うこれらの作品は今日消失しているが、丁重に印刷されたフォリオ版のリブレットからは、帝国自由都市リューベックの威信を賭けた一大イベントであったことが偲ばれる。ブクステフーデは、これと前後して、後継者捜しに苦心するようになる。1703年8月17日には、ヨハン・マッテゾンとゲオルク・フリードリヒ・ヘンデルをハンブルクから迎えるが、2人は30歳に近いブクステフーデの娘との結婚が後任の条件であることを知ると、興味を失ってハンブルクに帰ってしまう。また、1705年11月にアルンシュタットから訪問したヨハン・ゼバスティアン・バッハも、情熱的なブクステフーデのオルガン演奏に強く魅了され、無断で休暇を延長してリューベックに滞在したが、ついに任地として選ぶことはなかった。結局、ブクステフーデは弟子のヨハン・クリスティアン・シーファーデッカーを後任に推挙し、当局に受け容れられる。
1707年5月9日、ブクステフーデは死去し、5月16日に聖母マリア教会で父ヨハネスと早逝した4人の娘の傍らに埋葬される。「まこと気高く、大いなる誉れに満ち、世にあまねく知られた」（ヨハン・カスパル・ウーリヒによる追悼詩）と謳われたオルガニストの最期であった。

## 作風

### 声楽曲

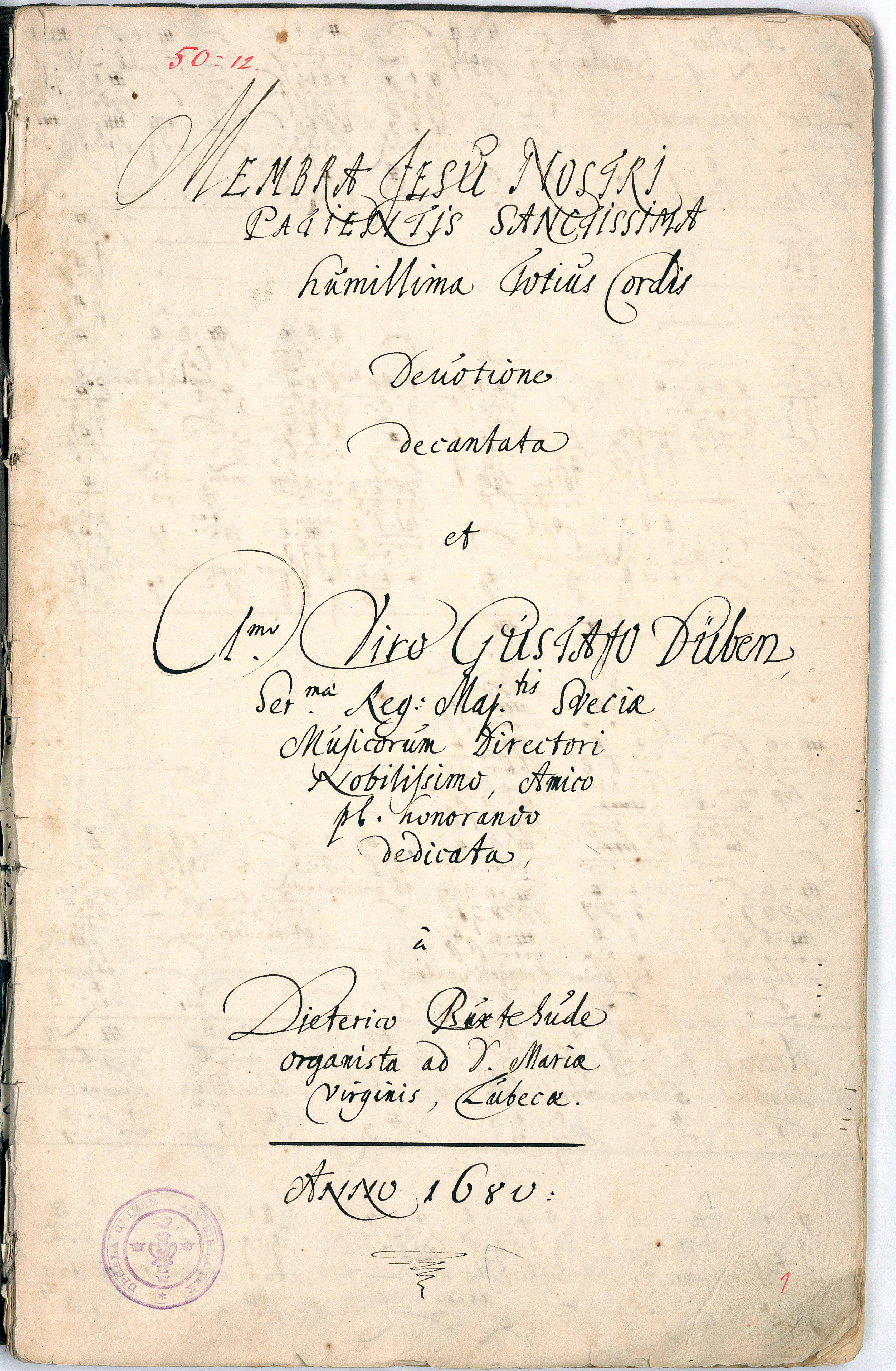
『我らがイエスの四肢』タイトルページ

ブクステフーデの現存する約120曲の声楽曲は、婚礼用の8曲等を除いてすべてプロテスタント教会のための宗教曲である。これらの作品は今日カンタータと呼ばれることも多いが、当時、宗教曲に対してカンタータという呼称が用いられることはなく、独立した複数の楽章から構成される声楽曲という現代における定義に合致する作品も少ない。ブクステフーデの声楽曲において採用された歌詞の形式は、聖書等の散文詩、ドイツ語コラール、その他の有節詩に分類することができ、それに応じて基本的な楽曲構成を声楽コンチェルト、コラール楽曲、アリアに分けて考えることが一般的である。
声楽コンチェルトは、イタリアのコンチェルタート様式に由来し、歌詞のフレーズにあわせて分割されたモティーフを単声または多声の歌唱声部と器楽声部が協奏する。また、アリアの多くは、リトルネッロ、声楽リフレインを伴った有節変奏形式であり、BuxWV57, 62, 70のようにオスティナート・バスによるものも存在する。一方、当時イタリアで確立されていたダ・カーポ・アリアは全く見られず、歌詞のデクラメーションに即したシンプルな旋律は、むしろ初期バロック・イタリアにおけるクラウディオ・モンテヴェルディやジャコモ・カリッシミに近い。単一の歌詞による楽曲においても、分節化されてカンタータへと向かう傾向が認められるが、複数の歌詞を組み合わせた楽曲では、明確なカンタータ形式によるものが約30曲存在する。その大半は声楽コンチェルトとアリアを組み合わせた作品であり、聖書の言葉がその主観的で詩的な省察と結びつけられ、深い共感を込めて描かれている。
ブクステフーデのアリアには、BuxWV59, 74, 80, 90のように、ヨハン・シェフラー（アンゲルス・ジレージウス）、ヨハン・ヴィルヘルム・ペーターゼン等の神秘主義者、敬虔主義者やその影響を受けた詩人の歌詞が少なからず存在する。また、クレルヴォーのベルナルドゥス等の中世神秘主義の流れを汲む瞑想的な歌詞も、BuxWV56, 57, 75等の作品で採用されている。直接的な体験を通して神との合一を求める中世神秘主義は、バロック時代の思想の底流として生き続け、日常生活における霊的体験を重視するルター派敬虔主義の成立にも大きな影響を及ぼす。30年戦争の悲惨な経験を通して、この世を涙の谷ととらえ、来世に憧れのまなざしを向ける17世紀ドイツの民衆の心情には、こうした神秘主義的思潮が広く浸透していた。十字架上のイエスの苦しみをわが身のものとして受けとめ、花婿に擬えたイエスとの結婚を通して魂の救済を希求するこれらの作品は、ブクステフーデのシンプルな旋律法とも相まって、ブクステフーデの声楽曲のなかでもとりわけ強いインパクトをもっている。
ブクステフーデの管弦楽書法は、17世紀ドイツの伝統に根ざすものであり、18世紀の標準的なオーケストラ編成とは大きく異なっている。声楽曲における特徴は中声部の充実と多様性にあり、ブクステフーデは楽曲ごとにヴィオラ、ヴィオラ・ダ・ブラッチョ、ヴィオレッタ、ヴィオラ・ダ・ガンバ等、多様な楽器を組み合わせている。とくにヴィオラ・ダ・ガンバは、BuxWV32, 64のように高度な技巧を伴った独奏楽器としても使用しており、ヴィオラ・ダ・ガンバに対する愛好と当時の演奏水準の高さを窺わせる。また、管楽器についても、低音リード楽器として、ファゴットではなく、時代遅れの楽器となっていたボンバルド（バス・ショーム）を使用するなど、古風な楽器編成を採用したものがある。
婚礼用の世俗歌曲は、大半がリューベック市の有力者から作曲を依頼されたものであるが、1680年のスウェーデン王カール11世とデンマーク王女ウルリカ・エレオノーラの結婚式のための作品（BuxWV119）も含まれる。BuxWV121の印刷譜は1942年のイギリス軍によるリューベック空襲の際に焼失し、現在は1913年にアンドレ・ピロが出版した著書に収録されたインチピットが残るのみである。その他の声楽曲としては、古様式によるミサ・ブレヴィス（BuxWV114）や厳格対位法にもとづくカノン等がある。対位法の技巧を凝らしたこれらの作品は1670年代に集中的に作曲されており、「対位法の父」と称されたヨハン・タイレ等との交流を反映するものと考えられている。
ブクステフーデの作品のうち、アーベントムジークで演奏されたものとして確証のある楽曲は、今日全く現存しない。わずかに1678年の『子羊の婚礼（Die Hochzeit des Lammes）』（BuxWV128）と、1705年の『悲しみの城砦（Castrum doloris）』（BuxWV134）、『栄誉の神殿（Templum honoris）』（BuxWV135）の3曲のリブレットが残されているほか、1732年にグスタフ・デューベンの息子がウプサラ大学に寄贈したコレクションのなかに作者不詳の作品として伝承された『最後の審判（Das jüngste Gericht）』（BuxWV Anh.3）が1683年に演奏されたアーベントムジークであろうと推測されている。

### 鍵盤楽曲

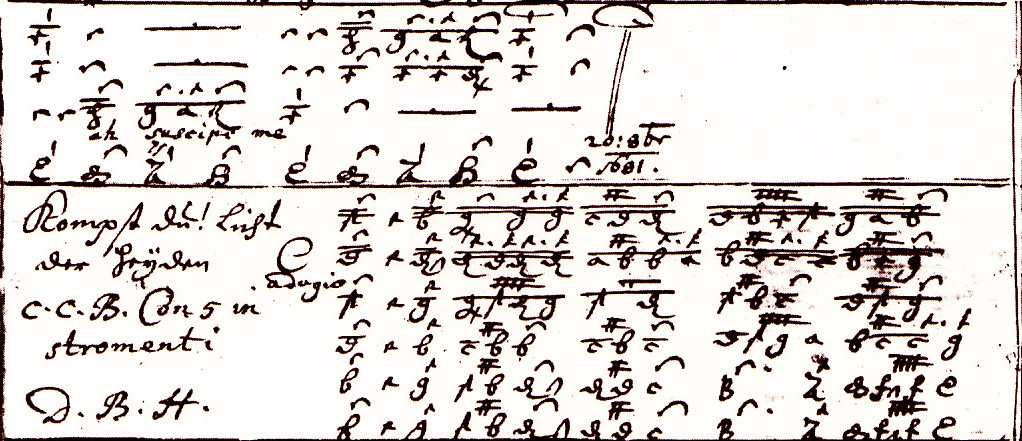
『おお、甘美なるイエスよ』他 オルガン・タブラチュア

ブクステフーデのオルガン作品は、自由曲、コラール編曲ともに約40曲が現存する。自由曲の多くは、即興的なプレリュードと対位法的なフーガを含んでいるが、「前奏曲とフーガ」と通称されるように、一対のプレリュードとフーガから構成される作品は少ない。典型的な楽曲構成は、北ドイツ・オルガン・トッカータといわれる5部形式であり、冒頭部-第1フーガ-間奏部-第2フーガ-終結部といった展開を示す。BuxWV137, 148のように後続するフーガに代えてオスティナート形式が導入されることもある。自由な部分は即興的な性格が強く、とくに冒頭部は入念に展開され、技巧的なパッセージや大胆な和声進行等を伴って、リズム、テンポ、拍子のさまざまな対比が試みられる。リューベックの聖母マリア教会のオルガンは足鍵盤のストップ数が最も多く、ブクステフーデのオルガン作品においても低声部は重要な役割が与えられており、BuxWV137, 143のように足鍵盤の技巧的なソロで開始する楽曲も存在する。また、フーガでは二重対位法やストレッタが多用され、足鍵盤が独立した声部を担当してテクスチュアに厚みが加えられている。その他の自由曲としては、3曲のオスティナート楽曲や足鍵盤をもたないカンツォーナ等がある。ニ短調のパッサカリア（BuxWV161）は、後にヨハネス・ブラームスが関心を寄せたことでも知られており、足鍵盤をもたない自由曲は、チェンバロによる演奏も可能である。
一方、オルガンのためのコラール編曲は、コラール前奏曲、コラール変奏曲、コラール幻想曲に分類される。コラール編曲の大半を占めるコラール前奏曲は、会衆によるコラールの前奏として用いられたものであり、コラール旋律が豊かに装飾されて上声部に置かれ、他の3声部が手鍵盤と足鍵盤に分けて伴奏される。また、コラール幻想曲においては、声楽コンチェルトの作曲技法が応用され、コラールの各フレーズが即興的に大きく展開されており、滔々と流れるファンタジーのうちに、ブクステフーデの敬虔な信仰心を感じさせる。
ブクステフーデのオルガン作品に見られる即興性は、17世紀北ドイツにおけるスティルス・ファンタスティクス（幻想様式、stylus fantasticus）の典型とされる。スティルス・ファンタスティクスとは、ヨハン・ゴットフリート・ヴァルターが1732年に出版した『音楽事典（Musicalisches Lexicon）』によれば、あらゆる制約から解放された様式であり、ヨハン・マッテゾンは、『完全なる楽長（Der vollkommene Capellmeister）』（1739年）において、ブクステフーデの前奏曲（BuxWV152）をスティルス・ファンタスティクスの実例として挙げている。リューベックでブクステフーデの演奏を目の当たりにしたバッハは、中部ドイツのアルンシュタットでその成果を試したものの、礼拝時のオルガン演奏に奇妙な変奏や多くの耳慣れない音を混入させたとして教会当局から強く叱責されたが、このことは北ドイツの音楽風土の特異性とともに、ブクステフーデの音楽の自由な性格をもよく示している。
この他、チェンバロまたはクラヴィコードのための作品として、21曲の組曲と6曲の変奏曲が現存する。マッテゾンが『完全なる楽長』で言及した7つの惑星の性質を模した組曲（BuxWV251）は今日消失している。一方、ニ短調の組曲（BuxWV deest）は、1710年にアムステルダムで出版された作者不詳の組曲のなかから、2004年にピーター・ディルクセンによって発見されたものである。これらの組曲はいずれもアルマンド、クーラント、サラバンド、ジーグという舞曲の標準的な配列を基本とし、スティル・ブリゼが頻繁に用いられる。また、カプリッチョーサにもとづく32の変奏曲（BuxWV250）をはじめとする世俗的変奏曲では、鍵盤楽器による多様な変奏技法が追求されている。

### 室内楽曲
ブクステフーデの室内楽曲は、出版されたいずれも7曲からなるヴァイオリン、ヴィオラ・ダ・ガンバと通奏低音のためのソナタ集作品1（1694年）、作品2（1696年）のほか、手稿譜として残された6曲のソナタが現存する。1684年に出版されたとされる2-3つのヴァイオリン、ヴィオラ・ダ・ガンバ、通奏低音のためのソナタ集（BuxWV274）は今日消失している。出版された2つの作品集は、体系的な調性プランにもとづき、1セットとして編纂されたものと考えられるが、楽章編成は楽曲ごとに異なり極めて多様である。いずれの楽曲においてもヴィオラ・ダ・ガンバに重要な役割が与えられており、通奏低音の旋律のディヴィジョンを行うほか、対位法的な楽章では独立した声部を演奏して、ヴァイオリンと対等に掛け合う。また、手稿譜として残された作品のなかには、ヴィオラ・ダ・ガンバ、ヴィオローネと通奏低音といった特殊な編成によるソナタ（BuxWV267）も存在する。
ブクステフーデの室内楽曲は、イギリスやドイツにおける即興的なヴィオラ・ダ・ガンバ演奏の伝統に属する。マッテゾンは、『登竜門への基礎（Grundlage einer Ehrenpforte）』（1740年）で、1666年にクリストフ・ベルンハルトの自宅で開催された演奏会について言及し、ヴァイオリンやヴィオラ・ダ・ガンバの名手達がカスパル・フェルスターの4声のソナタをスティルス・ファンタスティクスの技法にしたがって即興演奏する様子を描いているが、ブクステフーデの室内楽曲の緩徐楽章において、即興的なソロのエピソードが声部ごとに受け渡されていく箇所等には、こうした情景を彷彿させるものがある

## 受容史
17世紀の伝統に根ざしたブクステフーデの音楽は、社会構造が大きく変革する18世紀になると急速に忘れ去られていく。ブクステフーデが再び注目されるのは、19世紀のバッハ研究の進展においてである。1873年に初めてバッハの評伝を著したフィリップ・シュピッタは、バッハの先達としてのブクステフーデのオルガン作品について詳しく論じる。また、1889年には、カール・シュティールがスウェーデンのウプサラ大学の古文書からグスタフ・デューベンが収集したブクステフーデの声楽曲を大量に発見し、声楽曲に対する関心が高まる。
1960年代と1970年代における古楽演奏の復興とともに、ブクステフーデの作品も一般に広く演奏されるようになる。今日では、ブクステフーデの代表作である『我らがイエスの四肢（Membra Jesu nostri）』（BuxWV75）は10種類以上の録音がなされており、室内楽の分野でも、ムジカ・アンティクヮ・ケルンによる先駆的な演奏等を通して注目された。2014年10月にはトン・コープマンとアムステルダム・バロック管弦楽団&合唱団によるブクステフーデの全作品の録音がリリースされた (en:Dieterich Buxtehude – Opera Omnia)。
2007年はブクステフーデの生誕370年かつ没後300年を記念する年であり、リューベックでは年間を通してブクステフーデに因んだコンサートやシンポジウム等が開催され、全市を挙げて記念年を祝った。

## 作品一覧
ブクステフーデの作品目録は、ゲオルク・カールシュテットの『ディートリヒ・ブクステフーデの音楽作品の主題体系的目録』（1974年）による。曲種別にブクステフーデ作品番号（略号：BuxWV）が付されており、同一曲種内では、声楽曲およびオルガン・コラールは表題のアルファベット順、オルガン自由曲、鍵盤組曲等は調性順となっている。

### 宗教声楽曲
| BuxWV | 曲名                                                                                 | 曲種                               | 編成                                                                   | 備考                                                       |
| ----- | ------------------------------------------------------------------------------------ | ---------------------------------- | ---------------------------------------------------------------------- | ---------------------------------------------------------- |
| 1     | 人々よ来れ、民人よ急げ Accedite gentes, accurite populi                              |                                    | SATB, 2vn, bc                                                          | 疑作 (Clemens Thieme作曲?)                                 |
| 2     | 栄光と誉れを主に帰せよ Afferte Domino gloriam honorem                                | コンチェルト                       | SSB, bc                                                                |                                                            |
| 3     | 汝の至善を我らは讃えり All solch dein Güt' wir preisen                               | コラール楽曲                       | SSATB, 2vn, 2va, violone, bc                                           |                                                            |
| 4     | 汝らが言葉と行いで示すすべてを Alles was ihr tut                                     | カンタータ (混合)                  | SATB, 2vn, 2va, violone, bc                                            |                                                            |
| 5     | げに神はかくまで世を愛して Also hat Gott die Welt geliebt                            | コンチェルト                       | S, 2vn, vdg, bc                                                        |                                                            |
| 6     | 神の子にあらずや An filius non est Dei                                               | アリア                             | ATB, 2vn, vdg, bc                                                      |                                                            |
| 7     | 我がために正義の門を開け Aperite mihi portas justitiae                               | コンチェルト                       | ATB, 2vn, bc                                                           |                                                            |
| 8     | イエスよ、我を聴き給え Att du, Jesu, will mig höra                                   | アリア                             | S, 2vn, bc                                                             |                                                            |
| 9     | 人よ、終末を思え Bedenke, Mensch, das Ende                                           | アリア                             | SSB, 3vn, violone, bc                                                  |                                                            |
| 10    | 来たれと天使に告げて言え Befiel dem Engel, daß er komm                               | コラール楽曲                       | SATB, 2vn, violone, bc                                                 |                                                            |
| 11    | 我らのイエスに向かいて歌え Canite Jesu nostro                                        | コンチェルト                       | SSB, 2vn, violone, bc                                                  |                                                            |
| 12    | 主に新しき歌を歌え Cantate Domino                                                    | コンチェルト                       | SSB, bc                                                                |                                                            |
| 13    | 新たに生まれし嬰児 Das neugeborne Kindelein                                          | アリア                             | SATB, 3vn, violone/fg, bc                                              |                                                            |
| 14    | 汝の高貴なる心臓、愛の玉座 Dein edles Herz                                           | アリア                             | SATB, 2vn, 2va, violone, bc                                            |                                                            |
| 15    | 主は我と共にありせば Der Herr ist mit mir                                            | コンチェルト                       | SATB, 2vn, violone, bc                                                 |                                                            |
| 16    | 今日こそ Dies ist der Tag                                                            |                                    | S, 2vn, violone, bc                                                    | 断片                                                       |
| 17    | ディクシト・ドミヌス[主は言われた] Dixit Dominus Domino meo                          | コンチェルト                       | S, 2vn, 2va, violone/spinett, bc                                       |                                                            |
| 18    | 信頼する主、統べ給え Domine, salvum fac regem                                        | コンチェルト                       | SSATB, 2vn, 2va, violone, bc                                           |                                                            |
| 19    | 3つの麗しきことあり Drei schöne Dinge sind                                           | カンタータ (コンチェルト-アリア)   | SB, 2vn, violone/fg, bc                                                | 1685年、婚礼用（Johann Adam ReinkenとAnna Wagnarのための） |
| 20    | 汝平和の君、主イエス・キリスト Du Friedefürst, Herr Jesu Christ                      | コラール楽曲                       | SSATB, 2vn, violone, bc                                                |                                                            |
| 21    | 汝平和の君、主イエス・キリスト Du Friedefürst, Herr Jesu Christ                      | コラール楽曲                       | SSB, 2vn, 3va/fg, bc                                                   |                                                            |
| 22    | 汝命の君、主イエス・キリスト Du Lebensfürst, Herr Jesu Christ                        | アリア                             | SATB, 2vn, 2violetta, violone, bc                                      |                                                            |
| 23    | 見よ今ぞ祝福されし神を Ecce nunc benedicite                                          | コンチェルト                       | ATTB, 2vn, bc                                                          |                                                            |
| 24    | ひとつのことを主に願い Eins bitte ich vom Herrn                                      | カンタータ (コンチェルト-アリア)   | SSATB, 2vn, 2va, fg, bc                                                |                                                            |
| 25    | 我が意識よ、束縛を逃れよ Entreißt euch, meine Sinnen                                 | アリア                             | S, 2vn, bc                                                             |                                                            |
| 26    | 喜べ、大地よ Erfeue dich, Erde!                                                      | カンタータ (コンチェルト-アリア)   | SSAB, 2tr, tm, 2vn, 2va, violone, bc                                   | BuxWV122の改作                                             |
| 27    | 主よ、我らを汝の御言のもとに保ち Erhalt uns, Herr, bei deinem Wort                   | コラール楽曲                       | SATB, 2vn, violone/bombarde, bc                                        |                                                            |
| 28    | 偽りの世はうわべを飾り Fallax mundus ornat vultus                                    | アリア                             | S, 2vn, bc                                                             |                                                            |
| 29    | 手をたたいて喜べ Frohlocket mit Händen                                               | カンタータ (コラール-アリア)       | SSATB, 2tr, 4vn, violone, bc                                           |                                                            |
| 30    | 恐るるなかれ Fürchtet euch nicht                                                     | カンタータ (コンチェルト-アリア)   | SB, 2vn, bc                                                            |                                                            |
| 31    | げに彼は我らの病を負い Fürwahr, er trug unsere Krankheit                             | コンチェルト                       | SSATB, 2vn, 2vdg, violone/fg, bc                                       |                                                            |
| 32    | 我が父のもとである御空に向かいて Gen Himmel zu dem Vater mein                        | コラール楽曲                       | S, vn, vdg, bc                                                         |                                                            |
| 33    | 神は喜び叫ぶ声と共に昇り Gott fähret auf mit Jauchzen                                | カンタータ (コンチェルト-アリア)   | SSB, 2cornetto, 2tr, 2vn, 2va/2tbn, fg, bc                             |                                                            |
| 34    | 神よ我を救い給え Gott hilf mir                                                       | カンタータ (混合)                  | SSATBB, 2vn, 2va, violone, bc                                          |                                                            |
| 35    | 主よ汝を信ず Herr, auf dich traue ich                                                | カンタータ (コンチェルト-アリア)   | S, 2vn, bc                                                             |                                                            |
| 36    | 主よ、我汝を去らじ Herr, ich lasse dich nicht                                        | 二重唱                             | TB, 2vn, 2vdg/2 viola da braccio, vdg/violone, bc                      |                                                            |
| 37    | 主よ、汝は今僕を見捨て給えり Herr, nun läßt du deinem Diener                         | コンチェルト                       | T, 2vn, bc                                                             |                                                            |
| 38    | 主よ、汝さえこの世にあれば Herr, wenn ich nur dich hab'                              | シャコンヌ                         | S, 2vn, bc                                                             |                                                            |
| 39    | 主よ、我汝だけをもち得るなら Herr, wenn ich nur dich habe                            | カンタータ (コンチェルト-アリア)   | S, 2vn, vdg/violone, bc                                                |                                                            |
| 40    | 我らの主なる神 Herren vår Gud                                                        | コラール楽曲                       | SATB, 2vn, violone, bc                                                 |                                                            |
| 41    | 心より我汝を愛す、おお主よ Herzlich lieb hab ich dich, o Herr                        | コラール楽曲                       | SSATB, 2tr, 2vn, 2va, violone/fg, bc                                   |                                                            |
| 42    | 心より我こがれ望む Herzlich tut mich verlangen                                       | コラール楽曲                       | S, 2vn, bc                                                             |                                                            |
| 43    | 今日、神の子は勝利をおさめ Heut triumphieret Gottes Sohn                             |                                    | SSATB, 2tr, 2vn, 2va, violone, bc                                      | 疑作                                                       |
| 44    | 我は蘇りなり Ich bin die Auferstehung                                                | コンチェルト                       | B, 2cornetto, 2tr, 2vn, 2va, fg, bc                                    |                                                            |
| 45    | 我はシャロンの花 Ich bin eine Blume zu Saron                                         | コンチェルト                       | B, 2vn, violone, bc                                                    |                                                            |
| 46    | 我はこの世を去りて Ich habe Lust abzuscheiden                                        | カンタータ (コンチェルト-アリア)   | SSB, 2vn, violone/fg, bc                                               |                                                            |
| 47    | 我はこの世を去りて Ich habe Lust abzuscheiden                                        | カンタータ (コンチェルト-アリア)   | SSB, 2vn, violone, bc                                                  |                                                            |
| 48    | 我はかく思う Ich halte es dafür                                                      | カンタータ (コンチェルト-アリア)   | SB, vn, violetta, violone, bc                                          |                                                            |
| 49    | 我は心のうちにて語りぬ Ich sprach in meinem Herzen                                   | コンチェルト                       | S, 3vn, fg, bc                                                         |                                                            |
| 50    | 夜、我はふしどにて求めぬ Ich suchte des Nachts                                       | カンタータ (コンチェルト-アリア)   | TB, 2ob, 2vn, violone, bc                                              |                                                            |
| 51    | 汝ら、愛するキリストのともがらよ、今ぞ喜べ Ihr lieben Christen, freut euch nun       | カンタータ (混合)                  | SSATB, 3cornetto, 2tr, 3tbn, 3vn, 2va, violone, bc                     |                                                            |
| 52    | 甘き喜びのうちに In dulci jubilo                                                     | コラール楽曲                       | SSB, 2vn, bc                                                           |                                                            |
| 53    | 主よ、我は御身に期待し In te, Domine, speravi                                        | コンチェルト                       | SAB, bc                                                                |                                                            |
| 54    | そは適いしかな Ist es recht                                                          | カンタータ (コンチェルト-アリア)   | SSATB, 2vn, 2va, violone, bc                                           |                                                            |
| 55    | 偉くなればなるほど Je höher du bist                                                  | カンタータ (コンチェルト-アリア)   | SSB, 2va, violone, bc                                                  |                                                            |
| 56    | イエスの甘き思い出 Jesu dulcis memoria                                               | アリア                             | SS, 2vn, fg, bc                                                        |                                                            |
| 57    | イエスの甘き思い出 Jesu dulcis memoria                                               | シャコンヌ                         | ATB, 2vn, bc                                                           |                                                            |
| 58    | イエス、我が慰めと笑いよ来れ Jesu, komm, mein Trost und Lachen                       | アリア                             | ATB, 2vn, viola da braccio, violone, bc                                |                                                            |
| 59    | イエスは我が喜び Jesu, meine Freud und Lust                                          | アリア                             | A, 2vn, violetta, violone, bc                                          |                                                            |
| 60    | イエスは我が喜び Jesu, meine Freude                                                  | コラール楽曲                       | SSB, 2vn, fg, bc                                                       |                                                            |
| 61    | イエス、我が喜びの主よ Jesu, meiner Freuden Meister                                  | 二重唱                             | SATB, 3va, violone, bc                                                 | 1677年、追悼用（Margarita Racheliaのための）               |
| 62    | イエスは我が生命の生命 Jesu, meines Lebens Leben                                     | シャコンヌ                         | SATB, 2vn, 2va, violone, bc                                            |                                                            |
| 63    | いとしきイエスよ、汝はまことに素晴らしき人 Jesulein, du Tausendschön                 | アリア                             | ATB, 2vn, violone/fg, bc                                               |                                                            |
| 64    | 全地よ、主に向かいて喜びの声をあげよ Jubilate Domino                                 | コンチェルト                       | A, vdg, bc                                                             |                                                            |
| 65    | 喜びが鳴り響き Klinget mit Freuden                                                   | アリア                             | SSB, 2tr, 2vn, bc                                                      | BuxWV119の改作                                             |
| 66    | 異邦人の光よ、汝は来たりて Kommst du, Licht der Heiden                               | アリア                             | SSB, 2vn, 2viola da braccio, bc                                        |                                                            |
| 67    | 我が魂よ主を讃えよ Lauda anima mea                                                   | コンチェルト                       | S, 2vn, violone, bc                                                    |                                                            |
| 68    | シオンよ救い主を讃えよ Lauda Sion Salvatorem                                         | アリア                             | SSB, 2vn, bc                                                           |                                                            |
| 69    | 主をほめたたえよ Laudate pueri                                                       | シャコンヌ                         | SS, 5vdg, violone, bc                                                  |                                                            |
| 70    | 愛する者よ、我が魂は言う Liebster, meine Seele saget                                 | シャコンヌ                         | SS, 2vn, bc                                                            |                                                            |
| 71    | 我が魂よ、主を頌めまつれ Lobe den Herren, meine Seele                                | コンチェルト                       | T, 3vn, 2va, violone, bc                                               |                                                            |
| 72    | 我が心は喜びに溢れる Mein Gemüt erfreuet sich                                        | アリア                             | SAB, 4cornetto, 2tr, 3tbn, 2fl, 4vn, 4fg, bc                           |                                                            |
| 73    | 我が心定まれり Mein Herz ist bereit                                                  | コンチェルト                       | B, 3vn, violone, bc                                                    |                                                            |
| 74    | 我が魂よ、憩え Meine Seele, willtu ruhn                                              | アリア                             | SSB, 2vn, violone, bc                                                  |                                                            |
| 75    | 我らがイエスの四肢 Membra Jesu nostri                                                | カンタータ (コンチェルト-アリア)   |                                                                        | 1680年、グスタフ･デューベン(Gustav Düben)に献呈            |
|       | 1.足について：山の上に見ゆ Ad pedes : Ecce super montes                              | カンタータ (コンチェルト-アリア)   | SSATB, [2vn, violone,] bc                                              | 1680年、グスタフ･デューベン(Gustav Düben)に献呈            |
|       | 2.膝について：汝らはその両腕に抱かれ Ad genua : Ad ubera                             | カンタータ (コンチェルト-アリア)   | SSATB, [2vn, violone,] bc                                              | 1680年、グスタフ･デューベン(Gustav Düben)に献呈            |
|       | 3.手について：この傷は何ぞや Ad manus : Quid sunt plagae istae                       | カンタータ (コンチェルト-アリア)   | SSATB, [2vn, violone,] bc                                              | 1680年、グスタフ･デューベン(Gustav Düben)に献呈            |
|       | 4.わき腹について：我が友よ、起きて出たれ Ad latus : Surge amica mea                  | カンタータ (コンチェルト-アリア)   | SSATB, [2vn, violone,] bc                                              | 1680年、グスタフ･デューベン(Gustav Düben)に献呈            |
|       | 5.胸について：いま生まれし嬰児のごとく Ad pectus : Sicut modo geniti infantes        | カンタータ (コンチェルト-アリア)   | ATB, [2vn, violone,] bc                                                | 1680年、グスタフ･デューベン(Gustav Düben)に献呈            |
|       | 6.心について：汝は我が心を奪えり Ad cor : Vulnerasti cor meum                        | カンタータ (コンチェルト-アリア)   | SSB, 5vdg, bc                                                          | 1680年、グスタフ･デューベン(Gustav Düben)に献呈            |
|       | 7.顔について：御頭の光を注ぎ Ad faciem : Illustra faciem tuam                        | カンタータ (コンチェルト-アリア)   | SSATB, 2vn, violone, bc                                                | 1680年、グスタフ･デューベン(Gustav Düben)に献呈            |
| 76    | 平安と喜びに満ち逝かん Fried- und Freudenreiche Hinfahrt                             |                                    |                                                                        |                                                            |
|       | 1.平安と喜びもて我は逝く Mit Fried und Freud                                         |                                    | SB, 3insts or org                                                      | 1671年、追悼用（Meno Hanneken, Sr. のための）              |
|       | 2.悲歌：それでもなお死は逃れられないのか Klag-Lied : Muß der Tod denn auch entbinden | アリア                             | S, [2va,] bc                                                           | 1674年、追悼用（Johannes Buxtehudeのための）               |
| 77    | 何ものも我らと神の愛を引き離すべからず Nichts soll uns scheiden                      | カンタータ (コンチェルト-アリア)   | SAB, 2vn, violone, bc                                                  |                                                            |
| 78    | 汝まことの神よ、我らより取り去り給え Nimm von uns, Herr, du treuer Gott              | コラール楽曲                       | SATB, 2vn, 2violetta, fg, bc                                           |                                                            |
| 79    | いざやもろびと、神に感謝せよ Nun danket alle Gott                                    | コンチェルト                       | SSATB, 2cornetto, 2tr, 2vn, violone, fg, bc                            |                                                            |
| 80    | 今ぞ喜べ、汝ら信仰厚きものたちよ Nun freut euch, ihr Frommen, mit mir                | アリア                             | SS, 2vn, bc                                                            |                                                            |
| 81    | 我らを主のもとへ行かせ給え Nun laßt uns Gott dem Herren                              | コラール楽曲                       | SATB, 2vn, bc                                                          |                                                            |
| 82    | おお、慈悲深く、優しく、神々しい父よ O clemens, o mitis                              | コンチェルト                       | S, vn, 2violetta, violone, bc                                          |                                                            |
| 83    | おお、甘美なるイエスよ O dulcis Jesu                                                 | コンチェルト                       | S, 2vn, bc                                                             |                                                            |
| 84    | おお楽しき時よ O fröhliche Stunden, o herrliche Zeit                                 | アリア                             | S, 2vn, va, bc                                                         |                                                            |
| 85    | おお楽しき時よ O fröhliche Stunden, o herrliche Zeit                                 | アリア                             | SSAB, 2vn, 2viola da braccio, violone, bc                              |                                                            |
| 86    | おお神よ、我らは汝の恵みに感謝する O Gott, wir danken deiner Güt'                    | カンタータ (コンチェルト-コラール) | SSATB, 2vn, violone, bc                                                |                                                            |
| 87    | おお神の都 O Gottes Stadt                                                            | アリア                             | S, 2vn, va, violone, bc                                                |                                                            |
| 88    | おお、いと甘美なる我がイエスよ O Jesu mi dulcissime                                  | アリア                             | SSB, 2vn, violone, bc                                                  |                                                            |
| 89    | おお、光よ、祝福されし三位一体 O lux beata Trinitas                                  | アリア                             | SS, 3vn, violone/fg, bc                                                |                                                            |
| 90    | おおいかに喜びに満ちたるか O wie selig sind                                          | アリア                             | TB, 2vn, violone, bc                                                   |                                                            |
| 91    | パンジェ・リングァ[舌よ、歌え] Pange lingua                                          | アリア                             | SSAB, 2vn, 2violetta, violone, bc                                      |                                                            |
| 92    | 鹿の谷川を慕いあえぐがごとく Quemadmodum desiderat cervus                            | シャコンヌ                         | T, 2vn, bc                                                             |                                                            |
| 93    | めでたし、希求 Salve, desiderium                                                     | アリア                             | SSB, 2vn, violone/fg, bc                                               |                                                            |
| 94    | めでたしイエスよ、神の独り子 Salve Jesu                                              | コンチェルト                       | SS, 2vn, bc                                                            |                                                            |
| 95    | 神よ、我がうちに清き心を創り給え Schaffe in mir, Gott                                | コンチェルト                       | S, 2vn, violone, bc                                                    |                                                            |
| 96    | 天に舞い上がれ、心よ Schwinget euch himmelan                                         | アリア                             | SSATB, 3vn, violone, bc                                                |                                                            |
| 97    | モーゼが荒れ野でヘビを上げたごとく Sicut Moses exaltavit serpentem                   | コンチェルト                       | S, 2vn, vdg, bc                                                        |                                                            |
| 98    | 主に向かいて新しき歌を歌え Singt dem Herrn                                           | コンチェルト                       | S, vn, bc                                                              |                                                            |
| 99    | 今日キリストは蘇られた Surrexit Christus hodie                                       | アリア                             | SSB, 3vn, fg, bc                                                       |                                                            |
| 100   | 目覚めよと、我らに呼ばわる物見らの声 Wachet auf, ruft uns die Stimme                 | コラール楽曲                       | SSB, 3vn, vn/va, fg, bc                                                |                                                            |
| 101   | 目覚めよと、我らに呼ばわる物見らの声 Wachet auf, ruft uns die Stimme                 |                                    | ATB, 2vn, bc                                                           | 疑作                                                       |
| 102   | 神もしこの時我らと共にいまさずば Wär Gott nicht mit uns diese Zeit                   | コラール楽曲                       | SATB, 2vn, bc                                                          |                                                            |
| 103   | 我は神の御心のままに Walts Gott, mein Werk ich lasse                                 | コラール楽曲                       | SATB, 2vn, va, bc                                                      |                                                            |
| 104   | 我いかで世のことを問わん Was frag' ich nach der Welt                                 | アリア                             | SAB, 2vn, violone, bc                                                  |                                                            |
| 105   | この世で我を悲しませるもの Was mich auf dieser Welt betrübt                          | アリア                             | S, 2vn, bc                                                             |                                                            |
| 106   | 他界よ、消え失せよ Welt, packe dich                                                  | アリア                             | SSB, 2vn, violone, bc                                                  |                                                            |
| 107   | 主イエスよ、もし我が汝を Wenn ich, Herr Jesu, habe dich                              | アリア                             | A, 2vn, bc                                                             |                                                            |
| 108   | いかにおいしきことかな Wie schmeckt es so lieblich und wohl                          | アリア                             | SAB, 2vn, violone, bc                                                  |                                                            |
| 109   | 汝をいかに迎えん Wie soll ich dich empfangen                                         | アリア                             | SSB, 2vn, fg, bc                                                       |                                                            |
| 110   | 我が心はいかに晴れ、喜ばん Wie wird erneuet, wie wird erfreuet                       | アリア                             | SSATTB, 3cornetto, 3tr, 3tbn, 3vn, 2va, cymbalo, bc                    |                                                            |
| 111   | 我が友はいずこに Wo ist doch mein Freund geblieben?                                  | 二重唱                             | SB, 2vn, fg, bc                                                        |                                                            |
| 112   | 我いずこにか逃れゆくべき Wo soll ich fliehen hin?                                    | 二重唱                             | SATB, 2vn, 2va, violone, bc                                            |                                                            |
| 113   | 我はあらゆる時に主をほめたたえる Benedicam Dominum                                   | コンチェルト                       | SSATB, SATB, 4tr, tbn, bombarde, 2cornetto, 3tbn, fg, 2vn, violone, bc |                                                            |
| 114   | ミサ・ブレヴィス Missa alla brevis                                                   |                                    | SSATB, bc                                                              | 古様式による                                               |

### 世俗声楽曲
| BuxWV | 曲名                                                             | 曲種                             | 編成                                 | 備考                                                                           |
| ----- | ---------------------------------------------------------------- | -------------------------------- | ------------------------------------ | ------------------------------------------------------------------------------ |
| 115   | いざ、弦を Auf, Saiten, auf!                                     | アリア                           | S, 2vn, 2vdg, bc                     | 1673年、婚礼用（Christoph SiriciusとDorothea von Degigkのための）              |
| 116   | いざ、弦を合わせよう Auf, stimmet die Saiten                     | アリア                           | AAB, 2tr, 2tbn, fg, bc               | 1672年、婚礼用（Heinrich KirchrinkとAgneta Kirchringのための）                 |
| 117   | ああ、汝は自らの誇りを信じて Deh credete il vostro vanto         | アリア                           | S, 2vn, bc                           | 1695年、婚礼用（Joachim CarstensとAnna Catharina Leopoldのための）             |
| 118   | 花をちりばめて Gestreuet mit Blumen                              | アリア                           | A, 2vn, 2va, fg, bc                  | 1675年、婚礼用（Achilles LeopoldとAnna Margaretha Ritterのための）             |
| 119   | 喜びに響く Klinget für Freuden                                   | アリア                           | SSB, 2tr, 2vn, violone, bc           | 1680年、婚礼用（スウェーデン王Karl XIとデンマーク王女Ulrika Eleonoreのための） |
| 120   | おお楽しき日、素晴らしき日 O fröhliche Stunden, o herrlicher Tag | アリア                           | S, 2ob, vn, bc                       | 1705年、婚礼用（Anton WinklerとElisabeth Niemannのための）                     |
| 121   | 小暗い森 Opachi boschetti                                        |                                  | S/T, 2vn, bc                         | 1698年、婚礼用（Benedict WinklerとMargaretha von Hövelnのための）、消失        |
| 122   | 楽人よ、太鼓をたたけ Schlagt, Künstler, die Pauken               | カンタータ (コンチェルト-アリア) | SSAB, 2tr, tm, 2vn, 2va, violone, bc | 1681年、婚礼用（Joachim von DalenとCatharine von Hachenburgのための）          |
| 123   | 拡大二重カノン Canon duplex per Augmentationem                   | カノン                           | 4v                                   | 1674年、Johann Valentin Mederに献呈                                            |
| 124   | 今日は楽しくやろう Divertisons nous aujourd'hui                  | カノン                           | 3v                                   | 1670年、Meno Hanneken, Jr. に献呈                                              |
| 124a  | 四重カノン Canon quadruplex                                      | カノン                           | 5v                                   | 1685年以前、Heinrich Roggeの作品に転用                                         |

### 消失した声楽曲（アーベントムジークを含む。）
| BuxWV | 曲名 | 編成                              | 備考                                                                                |
| ----- | --- | --------------------------------- | ----------------------------------------------------------------------------------- |
| 125   | キリストを愛することはよきことなり Christum lieb haben ist viel besser                                                                 | SSATB, 11insts                    | 消失、リューネブルクの蔵書目録に記載                                                |
| 126   | フレーデンハーゲンの祭壇奉献のための音楽 Musik für Dedikationen von Fredenhagens Alter                                                 | 3choirs                           | 1697年、消失                                                                        |
| 127   | 青白き者たちよ、万歳 Pallidi salvete                                                                                                   | 4v, 6insts                        | 消失、アンスバッハの蔵書目録に記載                                                  |
| 128   | 子羊の婚礼 Die Hochzeit des Lammes | SSAATB, 2tr, tbn, vn, va, vdg, bc | 1678年、アーベントムジーク、リブレットのみ現存                                      |
| 129   | 最も恐ろしきことと最も喜ばしきこと Das Allerschröcklichste und Allererfreudlichste                                                     | 5v, insts                         | アーベントムジーク、消失、フランクフルト・ライプツィヒの1684年見本市目録に記載      |
| 130   | イエス・キリストの人の子となり給いしは、地上の魂の天上的なる喜び Himmlische Seelenlust auf Erden über die Menschwerdung … Jesu Christi |                                   | アーベントムジーク、消失、フランクフルト・ライプツィヒの1684年見本市目録に記載      |
| 131   | 放蕩息子 Der verlorene Sohn |                                   | 1688年、アーベントムジーク、消失、ブクステフーデの手紙で言及                        |
| 132   | 百年の詩 Hundertjähriges Gedichte |                                   | 1700年、アーベントムジーク、消失、"Nova literaria"で言及                            |
| 133   | アーベントムジーク Abendmusik |                                   | 1700年、消失                                                                        |
| 134   | 悲しみの城砦 Castrum doloris |                                   | 1705年、アーベントムジーク、リブレットのみ現存、神聖ローマ皇帝Leopold Iの死去を悼む |
| 135   | 栄誉の神殿 Templum honoris |                                   | 1705年、アーベントムジーク、リブレットのみ現存、神聖ローマ皇帝Josepf Iの即位を祝す  |

### オルガン自由曲
| BuxWV | 曲名           | 調性       | 編成    | 備考 |
| ----- | -------------- | ---------- | ------- | ---- |
| 136   | 前奏曲         | ハ長調     | org     |      |
| 137   | 前奏曲         | ハ長調     | org     |      |
| 138   | 前奏曲         | ハ長調     | org     |      |
| 139   | 前奏曲         | ニ長調     | org     |      |
| 140   | 前奏曲         | ニ短調     | org     |      |
| 141   | 前奏曲         | ホ長調     | org     |      |
| 142   | 前奏曲         | ホ短調     | org     |      |
| 143   | 前奏曲         | ホ短調     | org     |      |
| 144   | 前奏曲         | ヘ長調     | org     |      |
| 145   | 前奏曲         | ヘ長調     | org     |      |
| 146   | 前奏曲         | 嬰ヘ短調   | org     |      |
| 147   | 前奏曲         | ト長調     | org     |      |
| 148   | 前奏曲         | ト短調     | org     |      |
| 149   | 前奏曲         | ト短調     | org     |      |
| 150   | 前奏曲         | ト短調     | org     |      |
| 151   | 前奏曲         | イ長調     | org     |      |
| 152   | 前奏曲         | フリギア調 | org     |      |
| 153   | 前奏曲         | イ短調     | org     |      |
| 154   | 前奏曲         | 変ロ長調   | org     | 断片 |
| 155   | トッカータ     | ニ短調     | org     |      |
| 156   | トッカータ     | ヘ長調     | org     |      |
| 157   | トッカータ     | ヘ長調     | org     |      |
| 158   | 前奏曲         | イ短調     | org     |      |
| 159   | シャコンヌ     | ハ短調     | org     |      |
| 160   | シャコンヌ     | ホ短調     | org     |      |
| 161   | パッサカリア   | ニ短調     | org     |      |
| 162   | 前奏曲         | ト長調     | klavier |      |
| 163   | 前奏曲         | ト短調     | klavier |      |
| 164   | トッカータ     | ト長調     | klavier |      |
| 165   | トッカータ     | ト長調     | klavier |      |
| 166   | カンツォーナ   | ハ長調     | klavier |      |
| 167   | カンツォネッタ | ハ長調     | klavier |      |
| 168   | カンツォーナ   | ニ短調     | klavier |      |
| 169   | カンツォーナ   | ホ短調     | klavier |      |
| 170   | カンツォーナ   | ト長調     | klavier |      |
| 171   | カンツォネッタ | ト長調     | klavier |      |
| 172   | カンツォネッタ | ト長調     | klavier |      |
| 173   | カンツォネッタ | ト短調     | klavier |      |
| 174   | フーガ         | ハ長調     | klavier |      |
| 175   | フーガ         | ト長調     | klavier |      |
| 176   | フーガ         | 変ロ長調   | klavier |      |
| 225   | カンツォネッタ | イ短調     | klavier |      |

### オルガン・コラール
| BuxWV | 曲名                                                                                 | 調性       | 曲種           | 編成    | 備考 |
| ----- | ------------------------------------------------------------------------------------ | ---------- | -------------- | ------- | ---- |
| 177   | ああ主なる神よ Ach Gott und Herr                                                     | ニ短調     | コラール変奏曲 | org     |      |
| 178   | ああ主よ、哀れなる罪人なる我を Ach Herr, mich armen Sünder                           | フリギア調 | コラール前奏曲 | org     |      |
| 179   | 我が愛しき神に Auf meinen lieben Gott                                                | ホ短調     | コラール変奏曲 | klavier |      |
| 180   | 我らの主キリスト、ヨルダンの川に来たり Christ, unser Herr, zum Jordan kam            | ドリア調   | コラール前奏曲 | org     |      |
| 181   | 主に感謝せよ、主慈しみ深きゆえに Danket dem Herren                                   | ト短調     | コラール変奏曲 | org     |      |
| 182   | かくも喜びに満てるこの日 Der Tag der ist so freundenreich                            | ト長調     | コラール前奏曲 | org     |      |
| 183   | アダムの堕落によりてすべては朽ちぬ Durch Adams Fall ist ganz verderbt                | ドリア調   | コラール前奏曲 | org     |      |
| 184   | 我らが神は堅き砦 Ein feste Burg ist unser Gott                                       | ハ長調     | コラール前奏曲 | org     |      |
| 185   | 主よ、我らを汝の御言のもとに保ち Erhalt uns, Herr, bei deinem Wort                   | ト短調     | コラール前奏曲 | org     |      |
| 186   | 我らに救いの来たれるは Es ist das Heil uns kommen her                                | ハ長調     | コラール前奏曲 | org     |      |
| 187   | 愚かなる者らの口、なめらかに語り出で Es spricht der Unweisen Mund wohl               | ト長調     | コラール前奏曲 | org     |      |
| 188   | イエス・キリストよ、讃美を受け給え Gelobet seist du, Jesu Christ                     | ト長調     | コラール幻想曲 | org     |      |
| 189   | イエス・キリストよ、讃美を受け給え Gelobet seist du, Jesu Christ                     | ト長調     | コラール前奏曲 | org     |      |
| 190   | 父なる神、我がもとに留まり給え Gott der Vater wohn uns bei                           | ハ長調     | コラール前奏曲 | org     |      |
| 191   | 主キリスト、神の独り子 Herr Christ, der einig Gottes Sohn                            | ト長調     | コラール前奏曲 | org     |      |
| 192   | 主キリスト、神の独り子 Herr Christ, der einig Gottes Sohn                            | ト長調     | コラール前奏曲 | org     |      |
| 193   | 主イエス・キリストよ、我はことごとく知れり Herr Jesu Christ, ich weiß gar wohl       | イ短調     | コラール前奏曲 | org     |      |
| 194   | 我汝に感謝す、愛する主よ Ich dank dir, lieber Herre                                  | ヘ長調     | コラール幻想曲 | org     |      |
| 195   | 汝の御子によりてのみ我汝に感謝す Ich dank dir schon durch deinen Sohn                | ヘ長調     | コラール幻想曲 | org     |      |
| 196   | 我汝に呼ばわる、主イエス・キリストよ Ich ruh zu dir, Herr Jesu Christ                | ニ短調     | コラール幻想曲 | org     |      |
| 197   | 甘き喜びのうちに In dulci jubilo                                                     | ト長調     | コラール前奏曲 | org     |      |
| 198   | 我らの救い主なるイエス・キリスト Jesus Christus, unser Heiland, der den Tod überwand | ト短調     | コラール前奏曲 | org     |      |
| 199   | 来ませ聖霊、主なる神よ Komm, Heiliger Geist, Herre Gott                              | ヘ長調     | コラール前奏曲 | org     |      |
| 200   | 来ませ聖霊、主なる神よ Komm, Heiliger Geist, Herre Gott                              | ヘ長調     | コラール前奏曲 | org     |      |
| 201   | 我がもとに来たれ、と神の子語り給う Kommt her zu mir, spricht Gottes Sohn             | ト短調     | コラール前奏曲 | org     |      |
| 202   | キリストのともがらよ、こぞりて神を讃えまつれ Lobt Gott, ihr Chrsten allzugleich      | ト長調     | コラール前奏曲 | org     |      |
| 203   | 第1旋法によるマニフィカト Magnificat primi toni                                      | ドリア調   | コラール幻想曲 | org     |      |
| 204   | 第1旋法によるマニフィカト Magnificat primi toni                                      | ドリア調   | コラール幻想曲 | org     |      |
| 205   | 第9旋法によるマニフィカト Magnificat noni toni                                       | ニ短調     | コラール変奏曲 | org     |      |
| 206   | 人よ、汝幸いに生きんとせば Mensch, willst du leben seliglich                         | フリギア調 | コラール前奏曲 | org     |      |
| 207   | 汝まことの神よ、我らより取り去り給え Nimm von uns, Herr, du treuer Gott              | ニ短調     | コラール変奏曲 | org     |      |
| 208   | 今ぞ我ら聖霊に願いたてまつる Nun bitten wir den Heiligen Geist                       | ト長調     | コラール前奏曲 | org     |      |
| 209   | 今ぞ我ら聖霊に願いたてまつる Nun bitten wir den Heiligen Geist                       | ト長調     | コラール前奏曲 | org     |      |
| 210   | 今ぞ喜べ、汝らキリストのともがらよ Nun freut euch, lieben Christen g'mein            | ト長調     | コラール幻想曲 | org     |      |
| 211   | いざ来ませ、異邦人の救い主 Nun komm, der Heiden Heiland                              | ト短調     | コラール前奏曲 | org     |      |
| 212   | いざ我が魂よ、主を讃えん Nun lob, mein Seel', den Herren                             | ハ長調     | コラール前奏曲 | org     |      |
| 213   | いざ我が魂よ、主を讃えん Nun lob, mein Seel', den Herren                             | ト長調     | コラール変奏曲 | org     |      |
| 214   | いざ我が魂よ、主を讃えん Nun lob, mein Seel', den Herren                             | ト長調     | コラール前奏曲 | org     |      |
| 215   | いざ我が魂よ、主を讃えん Nun lob, mein Seel', den Herren                             | ト長調     | コラール前奏曲 | klavier |      |
| 216   | おお、光よ、祝福されし三位一体 O lux beata Trinitas                                  | フリギア調 |                | klavier | 断片 |
| 217   | 嬰児ベツレヘムに生まれ給えり Puer natus in Bethelehem                                | イ短調     | コラール前奏曲 | org     |      |
| 218   | テ・デウム[神よ、汝を賛美します] Te Deum laudamus                                    | フリギア調 | コラール幻想曲 | org     |      |
| 219   | 天にまします我らの父よ Vater unser im Himmelreich                                    | ニ短調     | コラール前奏曲 | org     |      |
| 220   | 我神より離れじ Von Gott will ich nicht lassen                                        | イ短調     | コラール前奏曲 | org     |      |
| 221   | 我神より離れじ Von Gott will ich nicht lassen                                        | イ短調     | コラール前奏曲 | org     |      |
| 222   | 神もしこの時我らと共にいまさずば Wär Gott nicht mit uns diese Zeit                   | イ短調     | コラール前奏曲 | org     |      |
| 223   | 輝く曙の明星のいと美わしきかな Wie schön leuchtet der Morgenstern                    | ト長調     | コラール幻想曲 | org     |      |
| 224   | 主イエス・キリストよ、我ら汝に感謝す Wir danken dir, Herr Jesu Christ                | ドリア調   | コラール前奏曲 | org     |      |

### クラヴィーア曲
| BuxWV | 曲名                                                                                | 調性   | 編成    | 備考                                                                   |
| ----- | ----------------------------------------------------------------------------------- | ------ | ------- | ---------------------------------------------------------------------- |
| 226   | 組曲                                                                                | ハ長調 | klavier |                                                                        |
| 227   | 組曲                                                                                | ハ長調 | klavier |                                                                        |
| 228   | 組曲                                                                                | ハ長調 | klavier |                                                                        |
| 229   | 組曲                                                                                | ハ長調 | klavier |                                                                        |
| 230   | 組曲                                                                                | ハ長調 | klavier |                                                                        |
| 231   | 組曲                                                                                | ハ長調 | klavier |                                                                        |
| 232   | 組曲                                                                                | ニ長調 | klavier |                                                                        |
| 233   | 組曲                                                                                | ニ短調 | klavier |                                                                        |
| 234   | 組曲                                                                                | ニ短調 | klavier |                                                                        |
| 235   | 組曲                                                                                | ホ短調 | klavier |                                                                        |
| 236   | 組曲                                                                                | ホ短調 | klavier |                                                                        |
| 237   | 組曲                                                                                | ホ短調 | klavier |                                                                        |
| 238   | 組曲                                                                                | ヘ長調 | klavier |                                                                        |
| 239   | 組曲                                                                                | ヘ長調 | klavier |                                                                        |
| 240   | 組曲                                                                                | ト長調 | klavier |                                                                        |
| 241   | 組曲                                                                                | ト短調 | klavier |                                                                        |
| 242   | 組曲                                                                                | ト短調 | klavier |                                                                        |
| 243   | 組曲                                                                                | イ長調 | klavier |                                                                        |
| 244   | 組曲                                                                                | イ短調 | klavier |                                                                        |
| 245   | クラント・サンブルと8つの変奏                                                       | イ短調 | klavier |                                                                        |
| 246   | アリアと10つの変奏                                                                  | ハ長調 | klavier |                                                                        |
| 247   | アリア「宮廷風に」と12の変奏 Aria : More Palatino [mit 12 variationen]              | ハ長調 | klavier |                                                                        |
| 248   | アリア「ロフィリス」と3つの変奏 Aria : Rofilis [mit 3 variationen]                  | ニ短調 | klavier | Jean Baptiste Lully "Ballet de l'Impatience" LWV14による               |
| 249   | アリアと3つの変奏                                                                   | イ短調 | klavier | Germain Pinelのアリアによる                                            |
| 250   | アリア「カプリッチョーサ」と32の変奏 Aria : La Capricciosa [mit 32 variationen]     | ト長調 | klavier |                                                                        |
| 251   | 7つの組曲「惑星の性質ないし本質」 7 Suites "Die Natur und Eigenschaft der Planeten" |        | klavier | 消失、Johann Mattheson "Der vollkommene Capellmeister" (1739年) に記載 |
| deest | 組曲                                                                                | イ短調 | klavier | 1704年頃、Johann Kruseの筆写譜による                                   |
| deest | 組曲                                                                                | ニ短調 | klavier | 1710年、アムステルダムのEtienne Rogerにより出版                        |

### 室内楽曲
| BuxWV | 曲名   | 調性     | 作品番号 | 編成               | 備考                                                       |
| ----- | ------ | -------- | -------- | ------------------ | ---------------------------------------------------------- |
| 252   | ソナタ | ヘ長調   | 作品1-1  | vn, vdg, bc        | 1694年、リューベック市長・市参事会員に献呈                 |
| 253   | ソナタ | ト長調   | 作品1-2  | vn, vdg, bc        | 1694年、リューベック市長・市参事会員に献呈                 |
| 254   | ソナタ | イ短調   | 作品1-3  | vn, vdg, bc        | 1694年、リューベック市長・市参事会員に献呈                 |
| 255   | ソナタ | 変ロ長調 | 作品1-4  | vn, vdg, bc        | 1694年、BuxWV273の改作、リューベック市長・市参事会員に献呈 |
| 256   | ソナタ | ハ長調   | 作品1-5  | vn, vdg, bc        | 1694年、リューベック市長・市参事会員に献呈                 |
| 257   | ソナタ | ニ短調   | 作品1-6  | vn, vdg, bc        | 1694年、リューベック市長・市参事会員に献呈                 |
| 258   | ソナタ | ホ短調   | 作品1-7  | vn, vdg, bc        | 1694年、リューベック市長・市参事会員に献呈                 |
| 259   | ソナタ | 変ロ長調 | 作品2-1  | vn, vdg, bc        | 1696年、Johann Ritterに献呈                                |
| 260   | ソナタ | ニ長調   | 作品2-2  | vn, vdg, bc        | 1696年、Johann Ritterに献呈                                |
| 261   | ソナタ | ト短調   | 作品2-3  | vn, vdg, bc        | 1696年、Johann Ritterに献呈                                |
| 262   | ソナタ | ハ短調   | 作品2-4  | vn, vdg, bc        | 1696年、Johann Ritterに献呈                                |
| 263   | ソナタ | イ長調   | 作品2-5  | vn, vdg, bc        | 1696年、Johann Ritterに献呈                                |
| 264   | ソナタ | ホ長調   | 作品2-6  | vn, vdg, bc        | 1696年、Johann Ritterに献呈                                |
| 265   | ソナタ | ヘ長調   | 作品2-7  | vn, vdg, bc        | 1696年、Johann Ritterに献呈                                |
| 266   | ソナタ | ハ長調   |          | 2vn, vdg, bc       |                                                            |
| 267   | ソナタ | ニ長調   |          | vdg, violone, bc   |                                                            |
| 268   | ソナタ | ニ長調   |          | vdg, bc            | 疑作                                                       |
| 269   | ソナタ | ヘ長調   |          | 2vn, vdg, bc       |                                                            |
| 270   | ソナタ | ヘ長調   |          | [2vn,] bc          | 断片（通奏低音のみ）                                       |
| 271   | ソナタ | ト長調   |          | 2vn, vdg, bc       |                                                            |
| 272   | ソナタ | イ短調   |          | vn, vdg, bc        |                                                            |
| 273   | ソナタ | 変ロ長調 |          | vn, vdg, bc        | BuxWV255の初期稿                                           |
| 274   | ソナタ |          |          | 2vn (3vn), vdg, bc | 消失、フランクフルト・ライプツィヒの1684年見本市目録に記載 |

### 補遺（疑作・偽作）
| BuxWV  | 曲名                                                                      | 調性   | 編成                                 | 備考                                          |
| ------ | ------------------------------------------------------------------------- | ------ | ------------------------------------ | --------------------------------------------- |
| Anh.1  | マニフィカト[我が魂は主をあがめ] Magnificat anima mea, Domine             |        | SSATB, 2vn, 2va, violone, bc         | 疑作                                          |
| Anh.2  | 喜びと勝利の歌声は Man singet Freuden vom Sieg                            |        | SSATB, 2tr, 2vn, 2va/2tbn, fg, bc    | 偽作 (Johann Schelle作曲?)                    |
| Anh.3  | 最後の審判 Wacht! Euch zum Streit                                         |        | SSATB, 2vn, 2va, bc                  | 1683年、オラトリオ、疑作                      |
| Anh.4  | ナタリチア・サクラ Natalitia sacra                                        |        |                                      | 1682年、疑作                                  |
| Anh.5  | ソナタ                                                                    | ニ短調 | org                                  | 疑作                                          |
| Anh.6  | クーラント                                                                | ニ短調 | klavier                              | 疑作                                          |
| Anh.7  | クーラント                                                                | ト長調 | klavier                              | 疑作                                          |
| Anh.8  | シンフォニア                                                              | ト長調 | klavier                              | 疑作                                          |
| Anh.9  | 主なる神よ、我を憐れみ給え Erbarm dich mein, o Herre Gott                 |        | SATB, 2vn, 2violetta, violone/fg, bc | 偽作 (Lovies Busbetzky作曲)                   |
| Anh.10 | 主を賛美せよ、もろもろの国よ Laudate Dominum omnes gentes                 |        | S, 2vn, violone/fg, bc               | 偽作 (Lovies Busbetzky作曲)                   |
| Anh.11 | 主よ、我らを汝の御言のうちに保ち Erhalt uns, Herr, bei deinem Wort        |        | klavier                              | 偽作 (Johann Pachelbel または Georg Böhm作曲) |
| Anh.12 | 組曲                                                                      | ニ短調 | klavier                              | 偽作 (Nicolas-Antoine Lebègue作曲)            |
| Anh.13 | 組曲                                                                      | ト短調 | klavier                              | 偽作 (Nicolas-Antoine Lebègue作曲)            |
| deest  | キリストは死の縄目につながれたり Christ lag in Todesbanden                |        | org                                  | 偽作 (Nicolaus Vetter作曲)                    |
| deest  | ミサ[キリエ] Missa [Kyrie]                                                |        | SSATB, 2vn, bc                       | 偽作 (Johann Heinrich Buttstett作曲)          |
| deest  | 今ぞ喜べ、汝らキリストのともがらよ Nun freut euch, lieben Christen g'mein | イ長調 | org                                  | 疑作                                          |